# Kristoffer Hegnsvad
Kristoffer Hegnsvad (født 2. juli 1978) er en dansk forfatter, filminstruktør og journalist.

## Karriere
Hegnsvad er uddannet bachelor i filosofi og statskundskab og cand.mag i moderne kultur fra Københavns Universitet med litteraturstudier ved Sorbonne Paris.
Hegnsvad er medlem af Danske Filmkritikere og af Fipresci. Han er tidligere medejer af Filmmagasinet Mifune sammen med Thure Munkholm og Henrik Rytter. Hegnsvad blev en del af Filmmagasinet Ekko, da Ekko og Mifune fusionerede i 2007. Han var redaktionschef frem til 2009, hvor han sideløbende var en del af det akademiske filmmagasin, Tidsskriftet Kosmorama. Siden 2010 Dagbladet Politiken, hvor han har været redaktør for Film og tv siden 2013. Her har Hegnsvad vundet flere priser, blandt andet guld og Best of show-design prisen ved Society for News Design Scandinavias årlige designkonkurrence.
Var i 2013 medstifter af filmselskabet Empty Chairs. Han debuterede som instruktør i 2013 med LAAMB, der på poetisk vis og med Jørgen Leth som fortællerstemme fortalte om den voldsomme brydesport og voodooritualerne i Senegal. Filmen var udtaget til CPH:DOX. Siden har han lavet Hunting for Soviet Bus Stops, der blev distribueret via Dagbladet Politiken og vandt en European Newspaper Award for storytelling. Hans film Looking for Exits blev blandt andet udtaget til festivaler CPH:DOX, Bafici, Hot Springs International og modtog gode anmeldelser i Dagbladet Politiken, Ekko og Soundvenue, hvis anmelder kaldte den “et hårrejsende billeddigt” og “en inciterende fuckfinger til det moderne livs monotoni”. Det akademiske filmtidsskrift 16:9 kaldte filmen “et forrygende eksempel på dokumentarisme i det nye årtusind”. Looking for Exits var valgt som festivalplakat for filmfestivalen DOXA i Vancouver i 2016, hvis direktør Dorothy Woodend fremhævede filmen som en smuk, filosofisk afhandling, der fuldstændig tog pusten fra hende.
Har skrevet monografien Werner Herzog - ekstatisk sandhed og andre ubrugelige erobringer, der i 2018 blev præmieret af Statens Kunstfond.

## Udvalgt bibliografi
- Også i nat drømte jeg om sovjetiske busstoppesteder, Jensen & Dalgaard 2024
- Werner Herzog - ekstatisk sandhed og andre ubrugelige erobringer (monografi), Jensen & Dalgaard 2017
- Husker du: dansk rock gennem 50 år, DR/L&R 2008

## Filmografi
- Looking for Exits: Conversations with a Wingsuit Artist (2015)
- Laamb (2013)
- Soviet Bus Stops (2023)